# Pellionia mesargyrea
Pellionia mesargyrea är en nässelväxtart som beskrevs av Jacob Gijsbert Boerlage. Pellionia mesargyrea ingår i släktet Pellionia och familjen nässelväxter. Inga underarter finns listade i Catalogue of Life.